# Léon Bachelin
Pour les articles homonymes, voir Bachelin.
Léon Bachelin est un architecte français, né à Paris le 24 février 1867 et mort à Versailles le 9 novembre 1929.
Il est connu pour ses nombreuses réalisations en meulière dans le quartier de Montreuil à Versailles, ainsi que dans d'autres quartiers de Versailles, au Chesnay ou à Viroflay, construites au début du XXe siècle.

## Famille
Léon Charles Bachelin nait dans le Xe arrondissement de Paris le 24 février 1867. Son père, Louis Bachelin, est né à Lormes en 1838 et s'installe comme marchand de vin rue de Montreuil à Versailles vers 1870. Léon Bachelin épouse en 1895 à Versailles Marie Marguerite Brazard, fille d'un négociant versaillais.
Léon Bachelin est un cousin issu de germain de l'écrivain Henri Bachelin.

## Réalisations
Léon Bachelin a construit de très nombreuses maisons individuelles à Versailles, la plupart d'entre elles construites en meulière et décorées d'ornements en faïence. Construites sur un plan souvent similaire, elles définissent la maison bourgeoise versaillaise du début du XXe siècle,, et comprennent généralement un rez-de-chaussée à plan carré avec séjour, salle à manger, cuisine et office, un étage avec 3 ou 4 chambres et salle de bain, et un second étage en comble avec des chambres de service.
On trouve dans le seul quartier de Montreuil plus de cent réalisations de Bachelin, toutes identifiables par une plaque portant sa signature.

## Distinctions
Officier d'Académie des Palmes académiques en 1901.